# أمريكا الهسبانية
| 50% | 20% | 5% |
| 30% | 10% | 2% |

خريطة البلدان التي تشكل أمريكا الهسبانية

نسبة المتحدثين باللغة الإسبانية في الأمريكيتين:

أمريكا الهسبانية (بالإسبانية: Hispanoamérica)‏ وتعرف تاريخياً باسم أمريكا الإسبانية (بالإسبانية: América Española)‏ أو أمريكا القشتالية (بالإسبانية: América Castellana)‏ هي المنطقة التي تضم بلدان قارة أمريكا التي يسكنها الناطقون باللغة الأسبانية. هذه الدول لديها قواسم ثقافية كبيرة مشتركة مع بعضها البعض ومع إسبانيا، التي كانت تستعمر المنطقة سابقاً. على الرغم من أن بعض هذه البلدان في وقت لاحق تحولت إلى مستعمرات بلدان أخرى (بليز من قبل المملكة المتحدة في 1786 وبورتوريكو من قبل الولايات المتحدة في 1898)، إلى أن الأسبانية هي اللغة الأكثر استعمالًا في المنطقة، والإسبانية هي إما اللغة الرئيسية أو رسمية جنبا مع لغات السكان الأصليين (مثل غواراني، كيتشوا، أيمارا، أو المايا)، أو الإنجليزية (في بليز وبورتوريكو).) في حين أن الكاثوليكية اللاتينية هي الديانة السائدة.

## نبذة تاريخية
بدأ الغزو الإسباني للأمريكيتين في عام 1492، وكان في النهاية جزءًا من عملية تاريخية لاكتشاف العالم، استعمرت من خلالها قوى أوروبية مختلفة قدرًا كبيرًا من الأراضي والشعوب في الأمريكيتين وآسيا وأفريقيا بين القرنين الخامس عشر والعشرين. أصبحت أمريكا الهسبانية الجزء الرئيسي من الإمبراطورية الإسبانية الشاسعة. أدى تدخل نابليون بونابرت في إسبانيا عام 1808 وما تبعه من فوضى إلى تفكك الإمبراطورية الإسبانية، إذ بدأت الأراضي الأمريكية الهسبانية نضالها من أجل التحرر. بحلول عام 1830 كانت الأراضي الأمريكية الإسبانية الوحيدة المتبقية هي جزر كوبا وبورتوريكو، وظلت حتى الحرب الإسبانية الأمريكية عام 1898.
استولت حركة 26 يوليو الشيوعية الموالية للاتحاد السوفيتي، بقيادة فيدل كاسترو، على كرسي الرئاسة في كوبا في 1 يناير 1959، وأطاحت بحكومة فولغينسيو باتيستا الرأسمالية الموالية للولايات المتحدة. أمم كاسترو موارد الفاكهة الكوبية، مما دفع شركة الفاكهة المتحدة إلى الخروج، وأدى شرائه للنفط من الاتحاد السوفيتي إلى تدهور العلاقات مع الولايات المتحدة، مما أدى إلى فشل المنفيين الكوبيين في غزو خليج الخنازير عام 1961، وفي عام 1962 كادت أزمة الصواريخ الكوبية أن تشعل الحرب العالمية الثالثة. كانت ثورة كاسترو الأولى من نوعها في أمريكا الهسبانية. صعدت الحكومات اليسارية إلى السلطة في مختلف أنحاء المنطقة، لذا لجأت الولايات المتحدة إلى دعم الانقلابات، مثل الإطاحة في عام 1954 بالشعبي جاكوبو أربينز غوزمان في غواتيمالا، والإطاحة بخوان بوش في عام 1965 في جمهورية الدومينيكان، مما أدى إلى الحرب الأهلية الدومينيكانية واحتلال الولايات المتحدة للجمهورية في ذلك العام. دعمت الولايات المتحدة الانقلابات التي نصبت الديكتاتوريين في تشيلي وأوروغواي ودول أخرى، وأنشأت مدرسة الأمريكيتين لتدريب الطغاة المستقبليين مثل ليوبولدو غاليتيري من الأرجنتين ومانويل نورييغا من بنما. أدت بعض قواعد الديكتاتوريين إلى حروب أهلية، مثل الحرب الأهلية في نيكاراغوا، والحرب الأهلية السلفادورية، والحرب الأهلية في غواتيمالا في سبعينيات وتسعينيات القرن العشرين، ودعمت الولايات المتحدة الحكومات التي استخدمت فرق الموت لذبح القرويين والقساوسة المتهمين بالانحياز إلى اليسار. انتهت هذه الحروب الأهلية مع نهاية الحرب الباردة، مما أدى إلى تحول الميليشيات الشيوعية إلى أحزاب سياسية شرعية، وشرع العديد منهم في حكم البلاد بشكل استبدادي، مثل الجبهة الساندينية للتحرير الوطني في نيكاراغوا وجبهة فارابوندو مارتي للتحرير الوطني في السلفادور.

## علم الأعراق
يتكون سكان أمريكا الهسبانية من نسل وتمازج أربع مجموعات إثنية كبيرة، من ضمنها:
- السكان الأصليون للأمريكيتين أو الهنود الحمر، أحفاد الإنكا والأزتك والمايا.
- أولئك الذين هم من أصل أوروبي، وخاصة الإسبان والطليان، أقل من الألمان والفرنسيين، ويليهم اليوغوسلاف والبولنديون والروس والأوكرانيون والبريطانيون والأيرلنديون.
- المنحدرون من أصول أفريقية، ومعظمهم من غرب أفريقيا ووسط أفريقيا.
- الآسيويون، ومعظمهم من أصول شرق آسيوية تنحدر من جمهورية الصين الشعبية وتايوان واليابان وكوريا الشمالية وكوريا الجنوبية.

على عكس الولايات المتحدة، لم تكن هناك سياسات مناهضة لتمازج الأجناس في أمريكا الهسبانية. على الرغم من أنه بقي مجتمعًا طبقيًا عنصريًا، لم تكن هناك حواجز تحول دون تدفق الجينات بين المجموعات السكانية الثلاث. ونتيجة لذلك، فإن الملامح المختلطة هي انعكاس للسكان المستعمرين من الأفارقة والأوروبيين والهنود الأمريكيين. هذا النمط أيضًا متحيز جنسيًا إذ توجد جينات الأمومة الأفريقية والأمريكية بنسب أعلى بكثير من خطوط كروموسومات واي الأفريقية أو الهندية الأمريكية. هذا مؤشر على أن نمط التزاوج الأساسي كان للذكور الأوروبيين مع الإناث من الهنود الحمر أو الأفارقة. وفقًا للدراسة أجريت في دول أمريكا اللاتينية فإن أكثر من نصف السكان البيض لديهم درجة ما من مزيج الأمريكيين الأصليين أو الأفريقيين (دنا متقدرة أو كروموسوم واي). في بلدان مثل تشيلي وكولومبيا، تبين أن جميع السكان البيض تقريبًا لديهم تمازج مع الملونين.
لقد وثق فرانك مويا بونس، مؤرخ دومينيكي، أن المستعمرين الإسبان تزاوجوا مع نساء التاينو، وبمرور الوقت، تزاوج هؤلاء الميستيثو مع الأفارقة، وخلقوا ثقافة كريولية ثلاثية الأعراق. كشفت سجلات التعداد لعام 1514 أن 40%من الرجال الإسبان في مستعمرة سانتو دومينغو لديهم زوجات من التاينو. تشير دراسة أجريت عام 2002 في بورتوريكو إلى أن أكثر من 61%من السكان يمتلكون الدنا المتقدرة الأمريكية.
التراكيب الأكثر شيوعًا هي:
- الميستيثو، من أصل مختلط من الأوروبيين والهنود الأمريكيين.
- الخلاسيون، أناس من أصول أفريقية وأوروبية مختلطة.
- زامبو، من أصول أفريقية وهندية أمريكية مختلطة.

## اللغات
اللغة الإسبانية هي اللغة الرسمية في معظم بلدان أمريكا الهسبانية، ويتحدث بها الغالبية العظمى من السكان. تستخدم اللغات الأمريكية الأصلية على نطاق واسع في تشيلي، وبيرو، وغواتيمالا، وبوليفيا، وباراغواي، والمكسيك، وبدرجة أقل في بنما، والإكوادور، وكولومبيا، وفنزويلا، والأرجنتين. يمكن أن يكون عدد المتحدثين بلغات السكان الأصليين قليل جدًا أو معدوم في بعض البلدان الأمريكية الهسبانية (مثل الأوروغواي). وربما تكون المكسيك البلد الوحيد الذي يحتوي على مجموعة متنوعة من لغات السكان الأصليين أكثر من أي بلد أمريكي هسباني آخر، واللغة الأصلية الأكثر تحدثًا هي لغة ناواتل.
لغة الكتشوا هي لغة رسمية في بيرو، إلى جانب أي لغة أصلية أخرى بحسب المناطق التي يسودون فيها. ففي الإكوادور، ومع أن الكتشوا لا تعتبر لغة رسمية، فهي لغة معترف بها للسكان الأصليين بموجب دستور البلاد، ومع ذلك، يتحدث بها فقط مجموعات قليلة في مرتفعات البلاد. أما اللغات الرسمية في بوليفيا هي: الأيمرية والكتشوا والغوارانية إلى جانب الإسبانية. الغوارانية، إلى جانب اللغة الإسبانية، هي لغة رسمية في الباراغواي، ويتحدث بها أغلب السكان (وهم في أغلب الأحيان ثنائيي اللغة)، وهي لغة رسمية مشتركة مع اللغة الإسبانية في مقاطعة كورينتس الأرجنتينية. في نيكاراغوا، اللغة الإسبانية هي اللغة الرسمية، ولكن على الساحل الكاريبي للبلاد، تعتبر اللغة الإنجليزية ولغات السكان الأصليين مثل ميسكيتو وسومو وراما لغات رسمية. تعترف كولومبيا بجميع اللغات الأصلية المنطوقة داخل أراضيها على أنها لغات رسمية، وإن كان أقل من 1% من سكانها هم من المتحدثين الأصليين لهذه اللغات. ناواتل هي واحدة من 62 لغة أصلية يتحدث بها السكان الأصليون في المكسيك، والتي تعترف بها الحكومة رسميًا على أنها من «اللغات الوطنية» إلى جانب الإسبانية. تشمل اللغات الأوروبية الأخرى المستخدمة في أمريكا الهسبانية: الإنجليزية، من قبل بعض المجموعات في بورتوريكو، والألمانية في جنوب تشيلي وأجزاء من الأرجنتين وفنزويلا وباراغواي، والإيطالية في الأرجنتين وفنزويلا وأوروغواي، والأوكرانية والبولندية والروسية في الأرجنتين، والويلزية في جنوب الأرجنتين.
يمكن سماع اليديشية والعبرية في جميع أنحاء بوينس آيرس. تشمل اللغات غير الأوروبية أو الآسيوية اليابانية في بيرو وبوليفيا وباراغواي، والكورية في الأرجنتين والباراغواي، والعربية في الأرجنتين وكولومبيا وفنزويلا وتشيلي، والصينية في جميع أنحاء أمريكا الجنوبية.
تتحدث العديد من الدول، وخاصة في منطقة البحر الكاريبي، لغات الكريول. وبالمثل، فإن اللغات الكريولية في أمريكا اللاتينية مشتقة من اللغات الأوروبية واللغات الأفريقية المختلفة.
يتكلم شعب غاريفونا، وهو مزيج من عرق الزامبو الذي كان نتيجة للاختلاط بين سكان الكاريبي الأصليين والعبيد السود الهاربين، لغة غاريفونا على طول ساحل البحر الكاريبي في هندوراس وغواتيمالا ونيكاراغوا وبليز. وتأثرت اللغة الأراواكية باللغتين الكاريبية والأوروبية.

## عدد السكان
بالمقارنة مع أنغلو-أمريكا والتي بلغ عدد سكانها (الولايات المتحدة وكندا) حوالي 337,000,000، في حين ان البرازيل تصل عدد سكانها إلى 192,000,000.) وتبلغ مساحة كندا (9984670 كيلومتر مربع) والولايات المتحدة (9,826,630 كم ²) محتلة مساحة مجتمعة تقدر ب 19.811.300 كم ² ، والبرازيل تحتل حوالي 8.511.965 كيلومتر مربع.

## البلدان
| البلد              | السكان      | المساحة (كم ²) |
| ------------------ | ----------- | -------------- |
| الأرجنتين          | 40,747,000  | 2,766,890      |
| بليز               | 320,000     | 22,966         |
| بوليفيا            | 9,182,000   | 1,098,581      |
| تشيلي              | 16,800,000  | 756,950        |
| كولومبيا           | 45,600,000  | 1,141,748      |
| كوستا ريكا         | 4,509,290   | 51,000         |
| كوبا               | 11,269,000  | 110,861        |
| جمهورية الدومنيكان | 9,395,000   | 48,730         |
| الإكوادور          | 13,228,000  | 256,370        |
| السلفدور           | 6,881,000   | 21,040         |
| غواتيمالا          | 12,599,000  | 108,890        |
| هندوراس            | 7,805,000   | 112,492        |
| المكسيك            | 107,029,000 | 1,972,550      |
| نيكاراغوا          | 5,487,000   | 129,494        |
| بنما               | 3,232,000   | 75,571         |
| باراغواي           | 6,158,000   | 406,752        |
| بيرو               | 27,968,000  | 1,285,220      |
| بويرتو ريكو (U.S.) | 3,955,000   | 9,104          |
| أوروغواي           | 3,463,000   | 176,215        |
| فنزويلا            | 26,749,000  | 916,445        |
| المجموع            | 360,843,000 | 11,444,903     |